# Purranque
Purranque ist eine Stadt und Gemeinde, die zur Provinz von Osorno in der chilenischen Región de los Lagos (Seengebiet) gehört. Sie hat ca. 20.000 Einwohner und befindet sich auf der Panamericana Hauptstraße, Richtung  Patagonien. Sie liegt 45 km südlich von Osorno und 63 km nördlich von Puerto Montt.

## Geschichte
Im Gebiet, das man früher Purranquíl nannte, lebte bis zum Beginn des 19. Jahrhunderts der Stamm
Huilliche. Dessen Häuptling Railef hat das Gebiet an die ersten Spanier verkauft. Die Route der Spanier verlief durch die Gegend des Camino Real (Königsweg), der Valdivia und die Inselgruppe Chiloé verband.
1813 kaufte Camilo Santibanez, der erste Bewohner europäischen Ursprungs, von Railef das Gebiet, das von nun an den Namen Fundo Dollinco trug. Später wurde es Eigentum des Großgrundbesitzers Félix Rosas Manrique de Lara.
Die Stadt Purranque wurde am 18. April 1911 als Villa Lo Burgos von Tomás Burgos Sotomayor gegründet. Er heiratete die Tochter von Félix Rosas Manrique de Lara, Sofía Rosas Durán, die einen Teil des Gebietes Dollinco geerbt hatte.
Um Anschluss an das geplante Eisenbahnnetz zu bekommen, hat Tomás Burgos Sotomayor vorausschauend die Stadt gegründet. Dadurch kam der Fortschritt in die Gegend. Diese Eisenbahn verbindet bis heute die wichtigen Städte Osorno und Puerto Montt.
Ein amtliches Dekret von 1915 erkennt die Gründung von Villa Lo Burgos an. 1941 wurde Purranque zur Gemeinde erhoben und die entsprechenden Grenzen festgelegt.
Eine große Zahl von Familien, die gegenwärtig in der Umgebung von Purranque leben, stammen aus einer deutschen Einwanderungswelle, die in der Mitte des 19. Jahrhunderts (1846) in die Häfen von Corral (Chile) und Puerto Montt kam. Als Kolonien tragen sie zu der Entwicklung der Landwirtschaft, des Handwerks und des Handels im Süden Chiles bei.

## Wirtschaft
Die lokale Wirtschaft besteht in erster Linie aus landwirtschaftlichen Erzeugnissen und Viehzucht. Dieser Teil der Provinz Osorno ist bekannt für sein Rindfleisch, das in sämtlichen chilenischen Regionen Absatz findet. Außerdem existieren kleine und mittelständische Unternehmen, die Milchprodukte für die südlichen und Zentrumsregionen Chiles herstellen. Beeren und die daraus produzierten Lebensmittel werden vorwiegend exportiert.

## Tourismus
In den letzten Jahren wurde mit dem Ausbau des Agrotourismus begonnen. Das Gebiet der Küstenbergkette und die Pazifikküste bieten attraktive Ziele für Trekking -Touren, wie Bahía San Pedro, die Bucht San Carlos und Manquemapu. Diese Orte können auch mit Allradfahrzeugen erreicht werden.

### Religiöse Feste
Das Fest des HI.Sebastian  der Schutzpatron der Stadt wird seit 1935 gefeiert und hat eine Tradition der ersten spanischen Ankömmlinge im Süden Chiles wiederbelebt. An jedem 20. Januar versammeln sich rund 30.000 Pilger aus allen Regionen Chiles.

## Bildergalerie

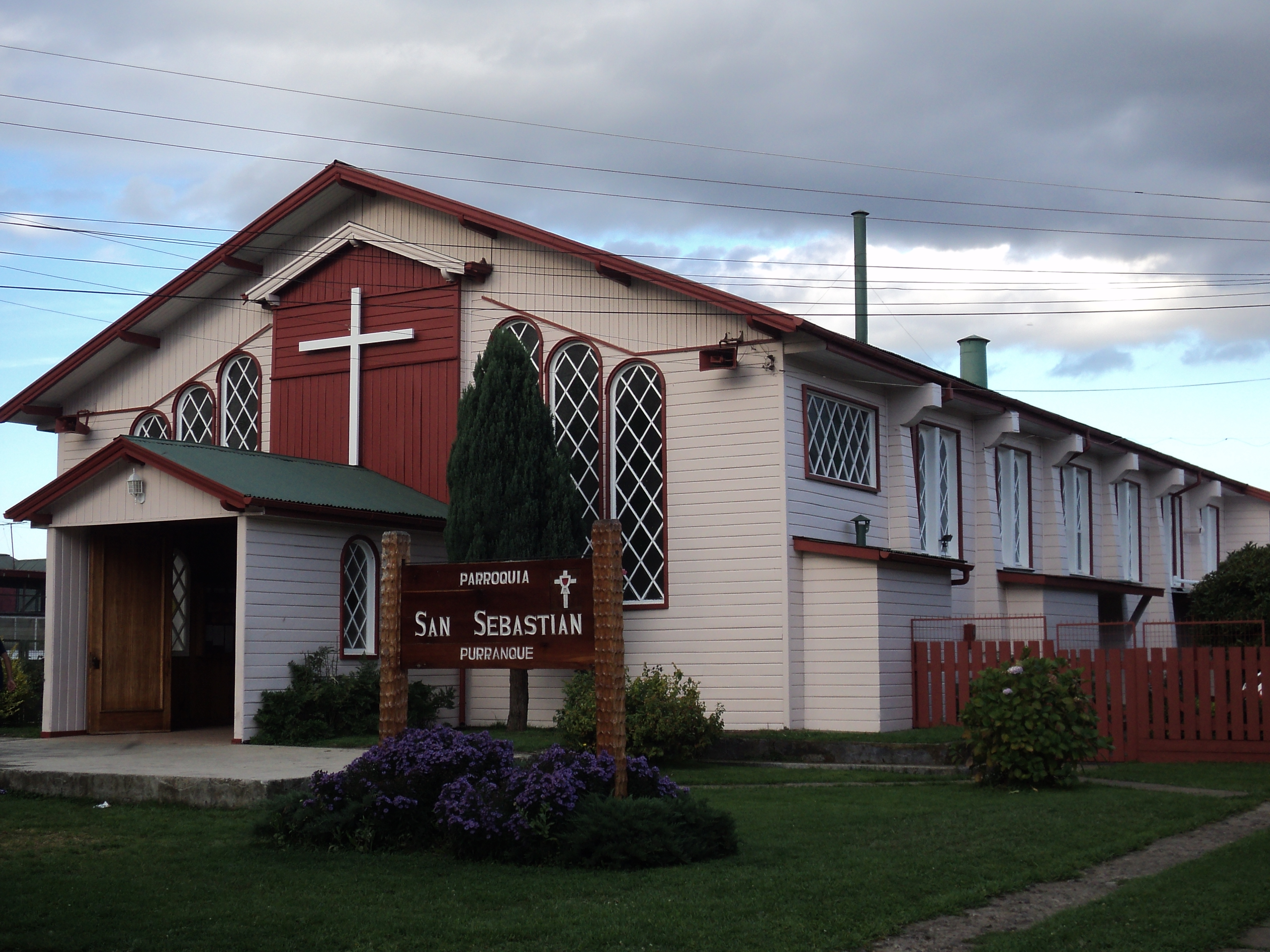
Sankt-Sebastian-Kirche.
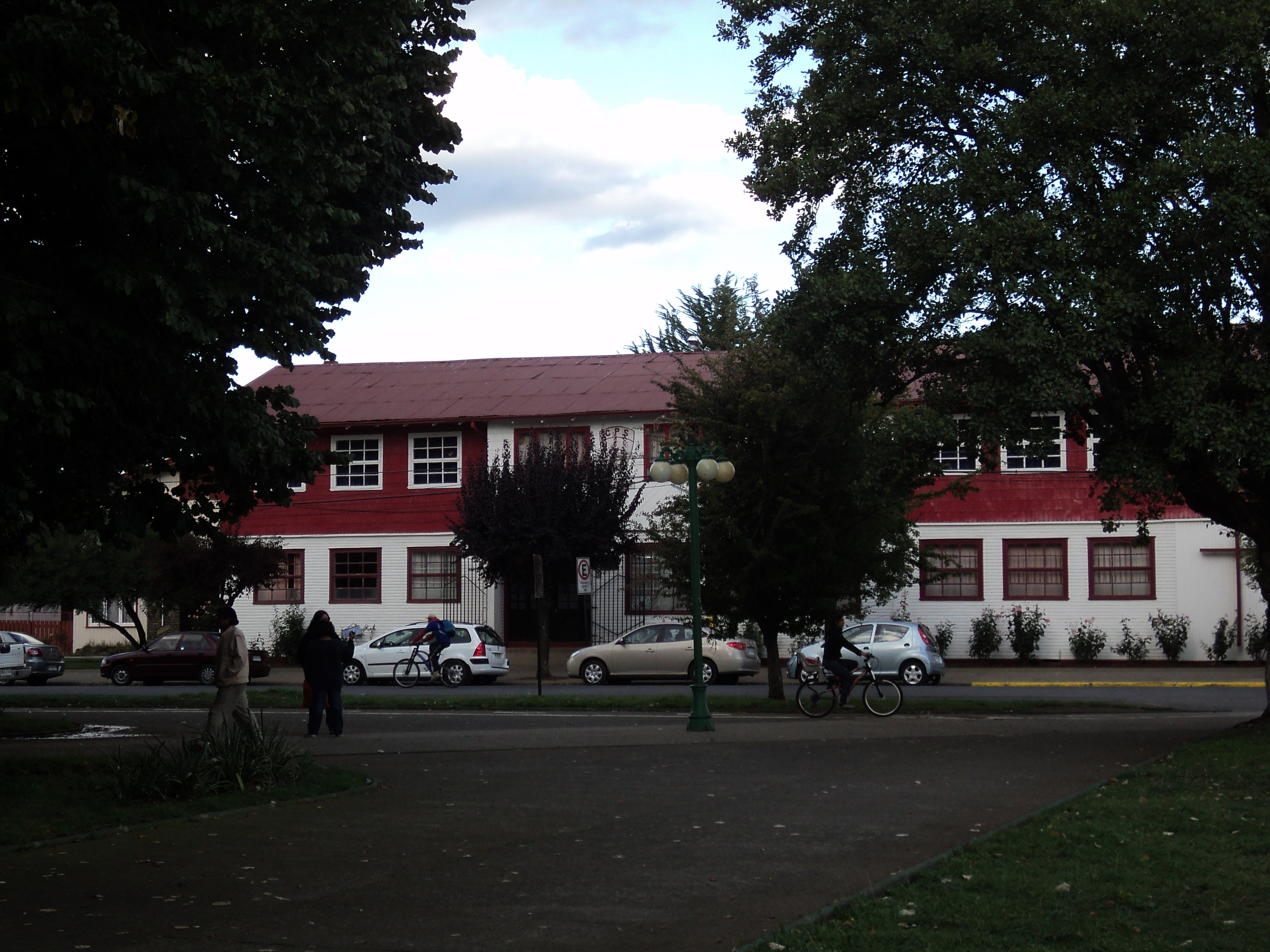
Schule im Zentrum der Stadt.
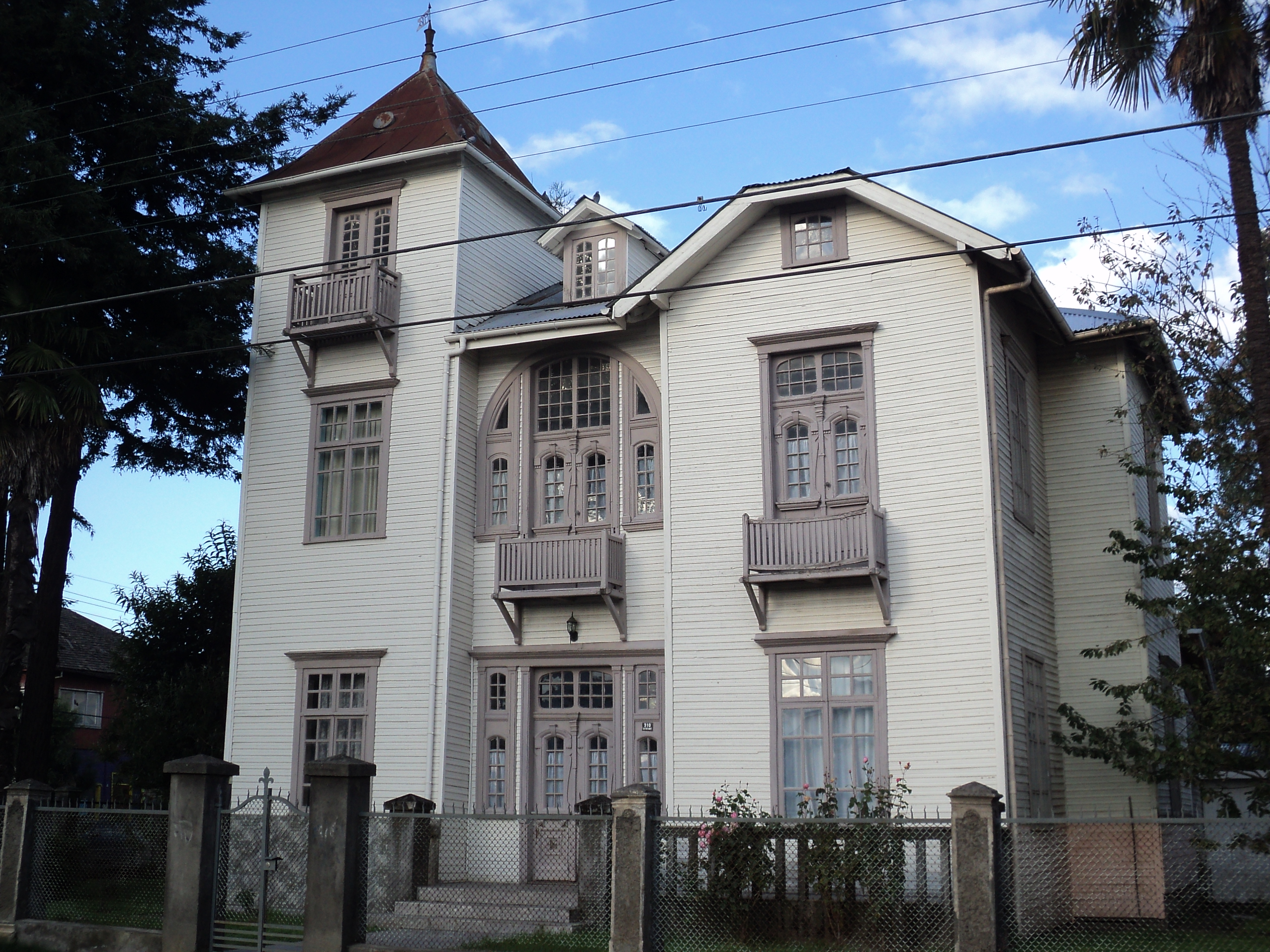
Ehemalige Residenz der Familie Rosas.
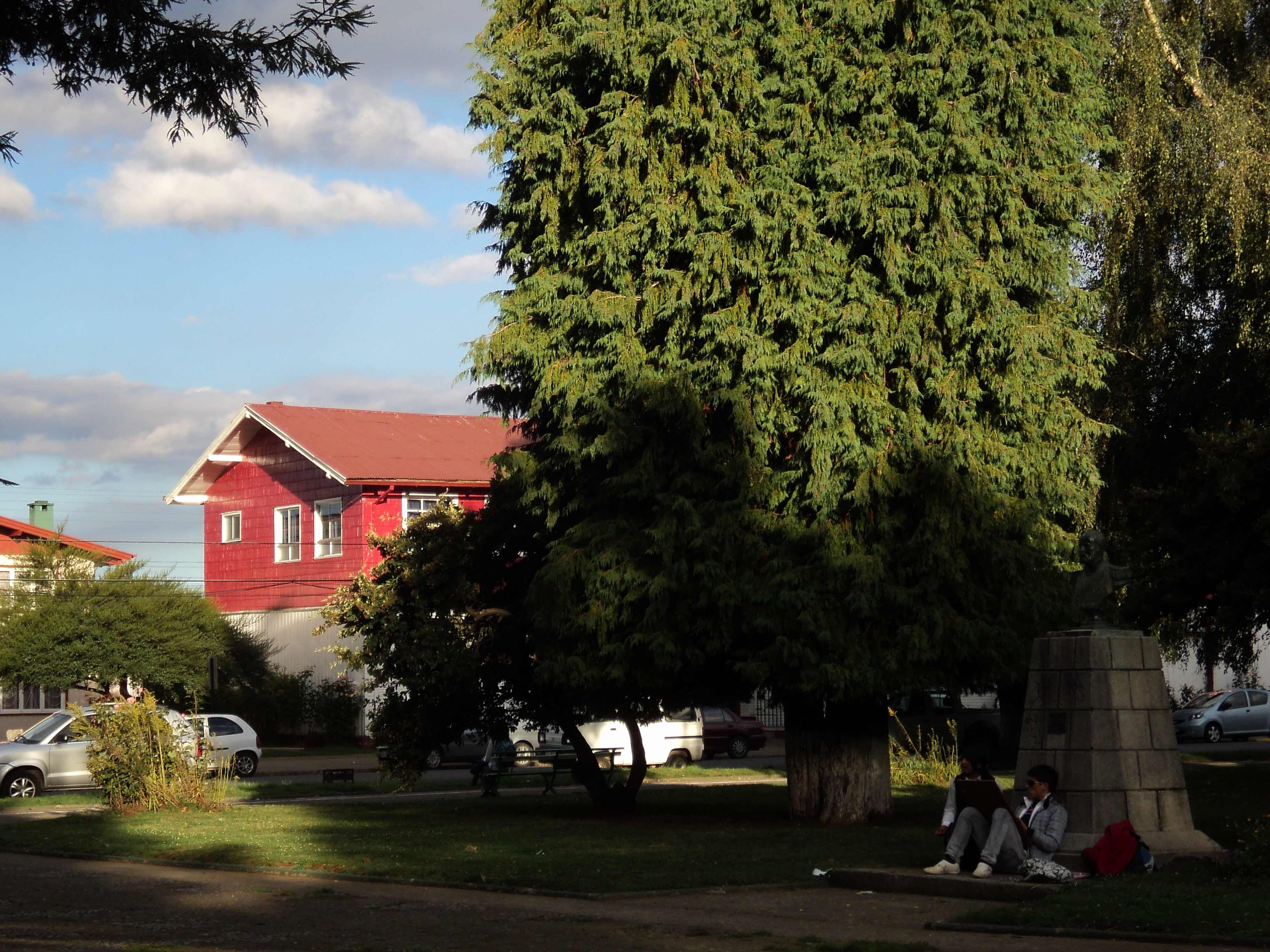
Blick auf den Platz.
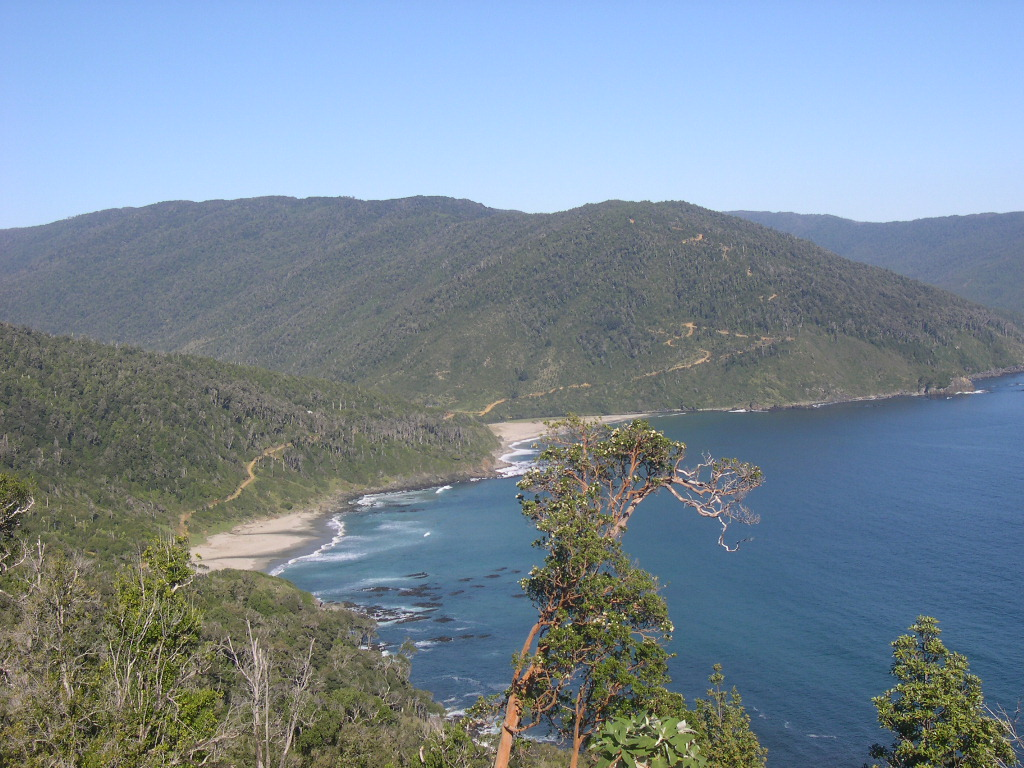
Strand San Carlos an der Pazifikküste.
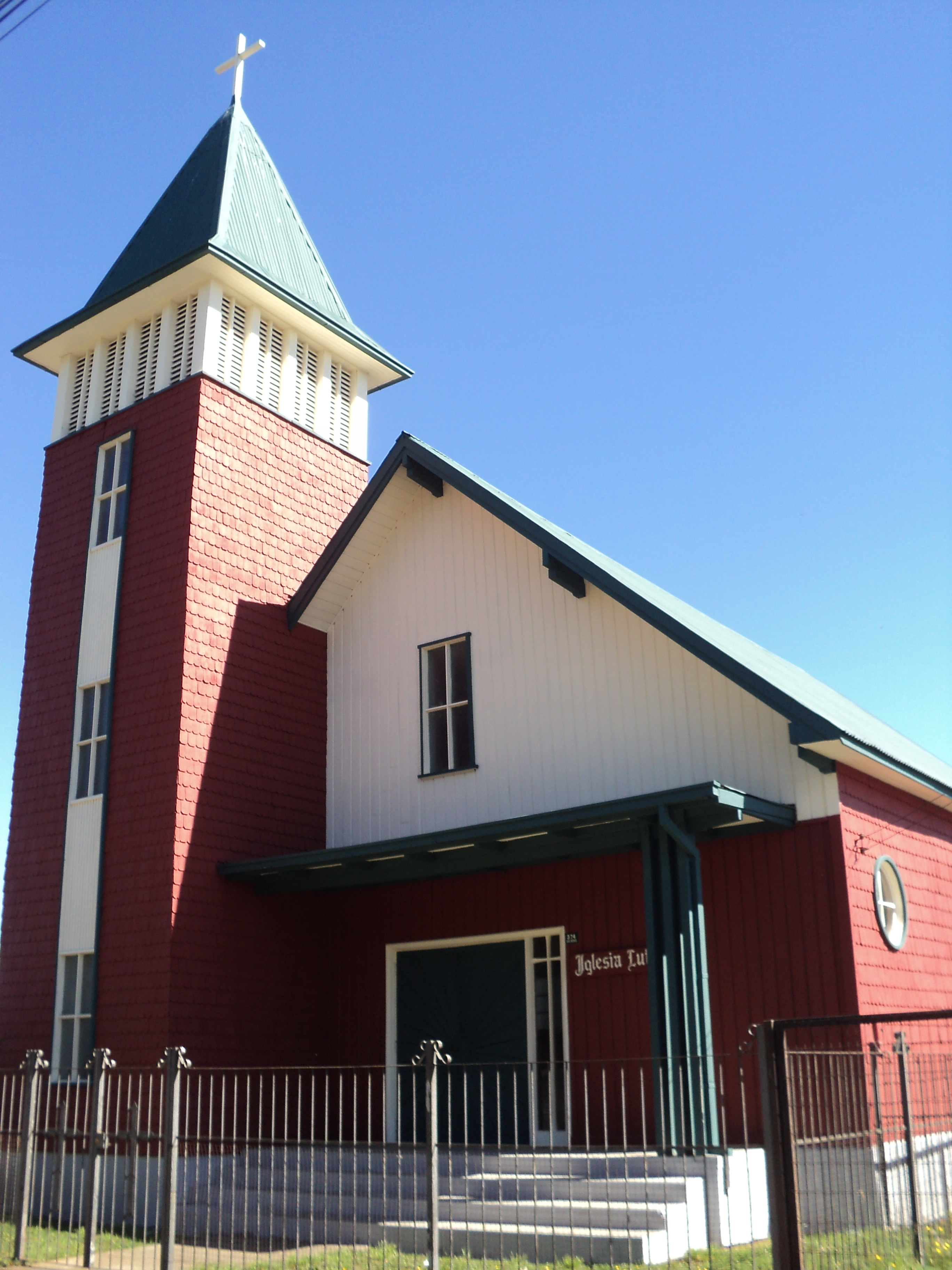
Purranque – Lutherische Kirche.
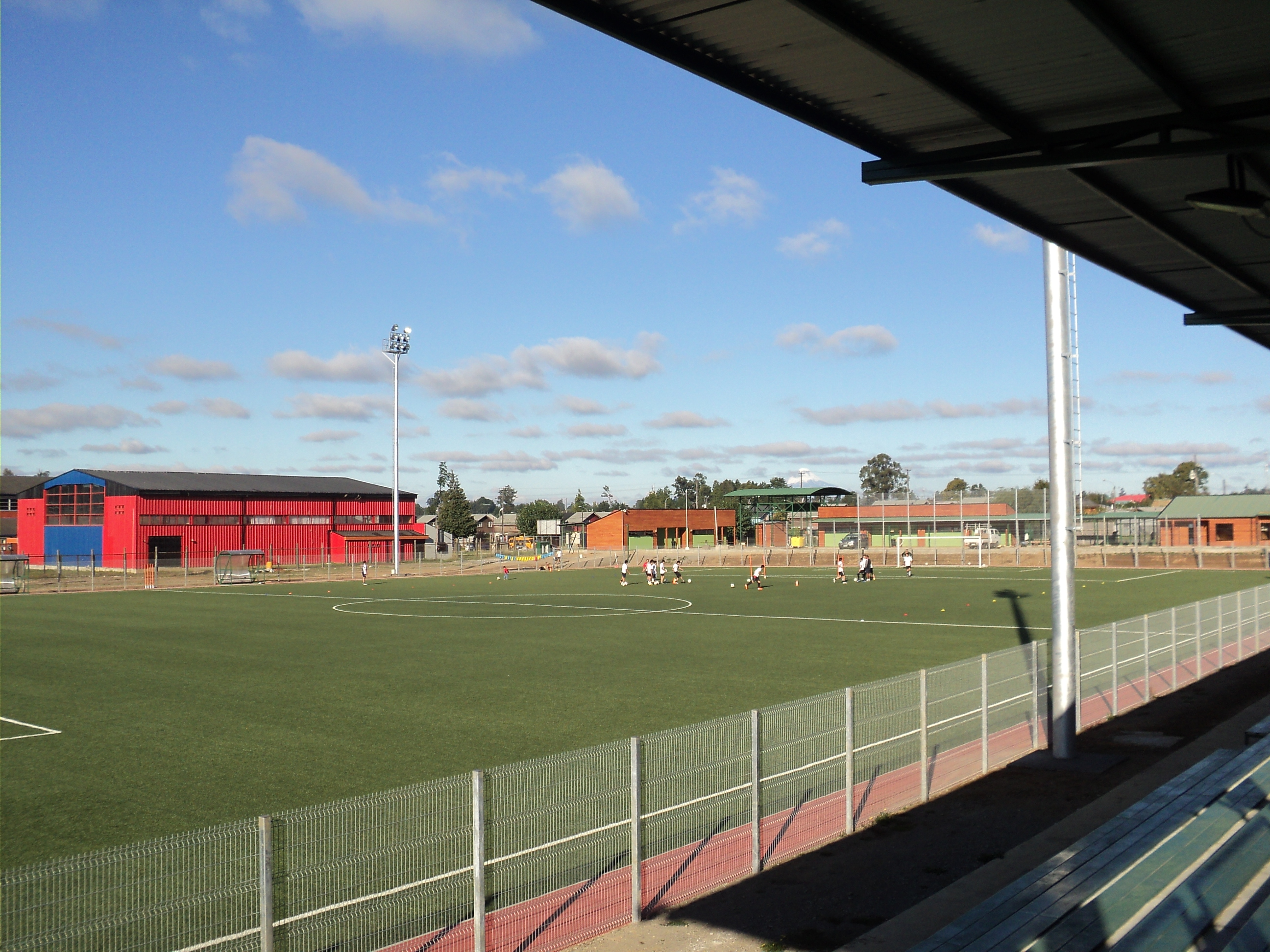
Centenario Fußballstadion.